# Заовражное (Чебоксары)
Заовра́жное (чув. Завражнӑй Сали) — бывшая деревня в Чебоксарском районе Чувашской АССР, вошедшая в состав города Чебоксары. После вхождения деревня существует как чебоксарская улица Заовражная.

## География
Заовражное расположено на северо-западной окраине города, на склоне оврага, отделявшего селение от города в прежних границах (на «Плане генерального межевания…» 1793 года овраг носит название Большой). На дне оврага протекает речка Шупашкарка (приток Волги), в нижнем течении заключённая в коллектор.

## История
Деревня появилась в конце XVII — начале XVIII веков: игумен Чебоксарского мужского Троицкого монастыря Илларион в 1691 году обменял земли монастыря на земли из прожиточного поместья вдовы чебоксарского подьячего П. Степанова О. Титовой. В 1693/94 гг. при отмежевании вымененной у О. Титовой земли от владений помещика Т. Ларионова, по просьбе игумена Иллариона, чебоксарский воевода Ф. Вяземский закрепил за монастырём участок «порозжей земли» (овраг и его стороны). Когда в конце XVII века принадлежащая монастырю деревня Кувшинская прекратила свое существование по неизвестным причинам, монастырь на вымененной у О. Титовой земле основал, вместо деревни Кувшинской, располагавшейся на правобережье Волги восточнее Чебоксар, новую деревню — Завражную.
В 1764 году в результате секуляризационной реформы Екатерины II обитель была причислена к 3-му классу штатных монастырей, а все земли и крестьяне переданы государству. В «Ведомости о наместничестве Казанском» 1781—1782 годов жители деревни Заовражная (Завражная) упоминаются уже как экономические крестьяне.
До 1927 года деревня — в составе Чебоксарской волости Чебоксарского уезда, с 1 октября 1927 года — в Чебоксарском районе. Сельские советы: с 1 октября 1927 года — Протопопинский, с 9 ноября 1938 года — Заводской (после переименования деревни Протопопиха и Протопопинского сельского совета).
В 1939 году в соответствии с генеральным планом (разработан Горьковским крайпрогором) в городскую черту Чебоксар были включены земли 11 прилегающих к городу деревень Чебоксарского района: Набережная, Якимово, Банново, Соляное, Кнутиха, Будайка, Усадки, Заводская, Рябиновка, Новоилларионово, Сосновка, дополнительно — Кошкино, Завражная:264.
28 декабря 1961 года решением Президиума Верховного Совета Чувашской АССР Заводской сельсовет Чебоксарского района был передан в административное подчинение горсовета, в том числе деревни Заводская, Завражное, Рябиновка, Селиваново и Новоилларионово с населением около 1600 чел:364.
С 23 апреля 1973 года, после образования в Чебоксарах административных районов, деревня — в подчинении Московского райсовета.
Однако, с 24 мая 1978 года деревня в составе Чандровского сельского совета (вместе с деревнями Чандрово, Заводское, Новоилларионово, Рябинка, Селиваново деревня Завражное входила в состав совхоза «Чебоксарский»). 
В апреле 1997 года соглашением между администрациями города Чебоксары и Чебоксарского района деревни Заводское, Завражное, Новоилларионово, Рябиновка, Селиваново и посёлок Новые Лапсары исключены из перечня населённых пунктов Чувашской Республики как фактически слившиеся с территорией города Чебоксары.
Религия
С конца XVIII века жители Заовражного относились к приходу чебоксарского Введенского собора Казанской епархии.

## Население
| Год     | 1722 | 1781/1782 | 1859 | 1897 | 1907 |
| ------- | ---- | --------- | ---- | ---- | ---- |
| Жителей | 15   | 25        | 78   | 84   | 78   |
| Мужчин  |      |           | 31   |      |      |
| Женщин  |      |           | 30   |      |      |
| Дворов  |      |           | 9    |      |      |

## Инфраструктура
В современном микрорайоне «Заовражное» преобладает малоэтажная частная застройка, вокруг прежней деревни расположились несколько СНТ. Районообразующее предприятие — очистная водопроводная станция «Заовражная» АО «Водоканал» города Чебоксары: построена к 1969 году, комплекс сооружений станции обеспечивает питьевой водой город Чебоксары.
Транспорт
- Чебоксарский автобус № 52[18]

Памятники и памятные места
- Обелиск жителям деревни Заовражное, погибшим в Великой Отечественной войне (ул. Заовражная, рядом с д. 10)[19].

## Уроженцы
- Гаршин Ефим Емельянович (1900, Завражное Чебоксарского уезда — 1949, там же) — судебный работник, работал заместителем наркома юстиции Якутской АССР (1940—1942), председателем Верховного суда Якутской АССР (1942—1945), председателем Верховного суда Чувашской АССР (1945—1947), заместителем председателя Верховного суда Чувашской АССР (1947—1949)[20].